# レブンワース駅
レブンワース駅（英語: Leavenworth station）はアメリカ合衆国ワシントン州レブンワース キティータス・ストリート1にある駅。 全米各地を結ぶ旅客鉄道のアムトラックが乗り入れている。

## 概要
2009年9月25日、定期旅客営業列車が50年以上ぶりにワシントン州レブンワースに戻った。駅は、コンクリートのホームとシェルターが備わっている。

## 利用可能な鉄道路線／列車
アムトラックの停車する列車は下記の通り。
シカゴとシアトル / ポートランド間の夜行長距離列車エンパイア・ビルダー … 1往復/日 発着
※当駅にはシカゴ - シアトル間の編成が停車。ワシントン州のスポケーン駅にて連結および切り離しを行う。